# Soyou
Soyou (소유?, So-yuLR, SoyuMR), pseudonimo di Kang Ji-hyun (강지현?, Gang Ji-hyeonLR, Kang ChihyŏnMR; Jeju-do, 12 febbraio 1992), è una cantante sudcoreana, membro del gruppo musicale Sistar.

## Biografia
Soyou nasce il 12 febbraio 1992 a Jeju-do, in Corea del Sud. Prima del debutto, era una tirocinante della Cube Entertainment e doveva far parte delle 4Minute al posto di So-hyun. In seguito fece l'audizione per la Starship Entertainment, presentando una cover di On The Road di Navi.

### Sistar

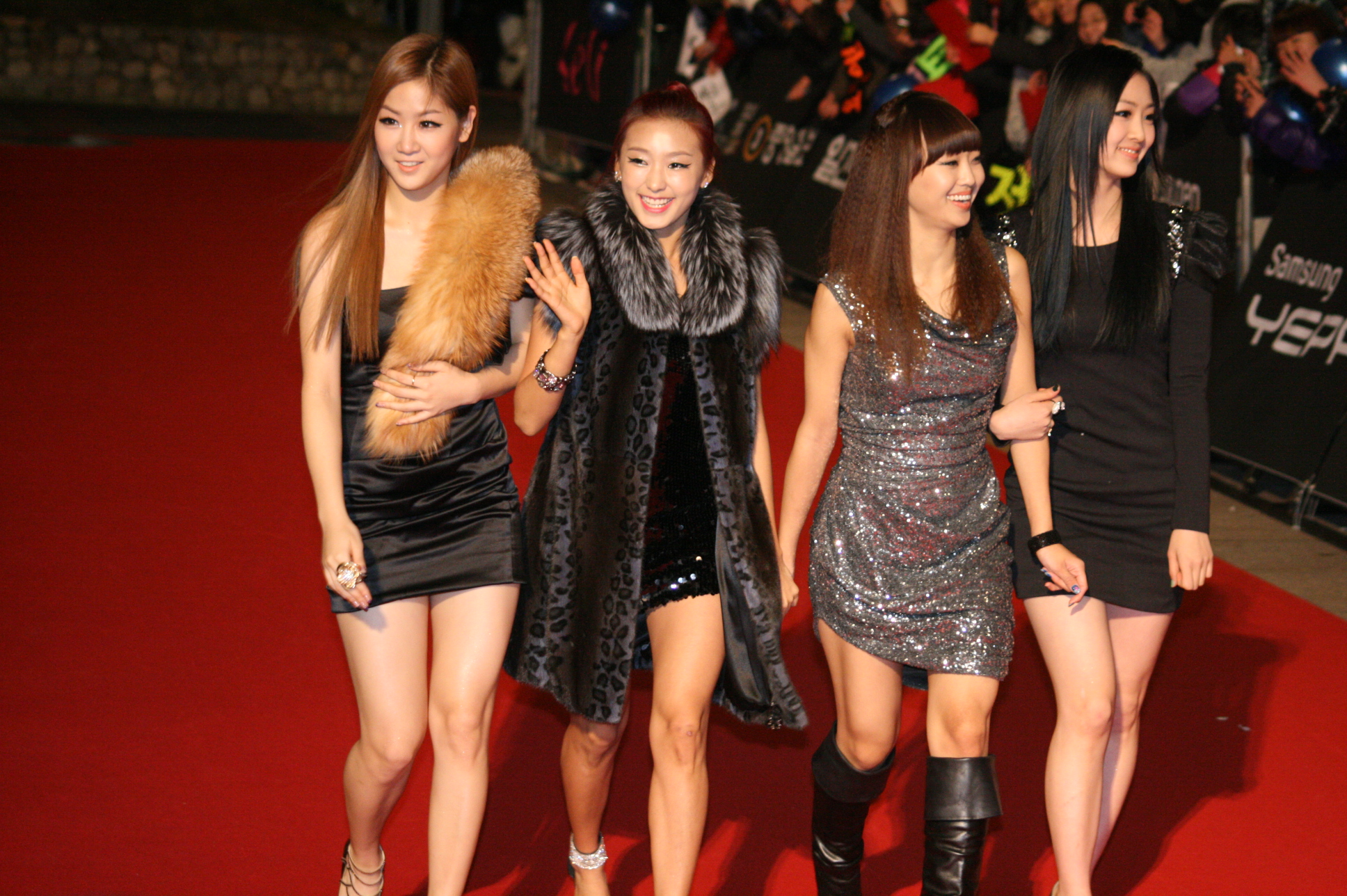
Le SISTAR nel 2010.

Nel giugno 2010, Soyou debuttò come membro delle SISTAR presentando il loro primo singolo, "Push Push". Un secondo singolo, "Shady Girl", venne pubblicato il 25 agosto 2010, realizzato in collaborazione con Kim Heechul, mentre a dicembre dello stesso anno, uscì il terzo "How Dare You": il brano omonimo si classificò al primo posto su varie classifiche musicali come MelOn, Mnet, Soribada, Bugs, Monkey3 e Daum Music, e fece vincere al gruppo il premio Music Bank.
Ad agosto 2011, il gruppo pubblicò il primo album So Cool. Ad aprile 2012 uscì l'EP Alone e giugno l'EP Loving U. L'11 giugno 2013 il gruppo pubblicò il secondo album in studio Give It to Me. Dopo un anno di pausa, in cui i membri si dedicarono ad attività individuali, il 21 luglio 2014 pubblicarono l'EP Touch & Move, mentre il 26 agosto l'EP Sweet & Sour.

### Attività da solista
Il 6 agosto 2010 Soyou collaborò con Woo dei J2 per la colonna sonora del drama Gloria. Il 17 settembre dello stesso anno cantò per il drama Jangnanseureon kiss.
Il 1º novembre 2012 Soyou fece un duetto con Geeks con la canzone "Officially Missing You, Too", remake dell'omonima canzone di Tamia; il pezzo fu poi inserito nell'album Re;code Episode 1 dei Geeks. Il 29 novembre incise una canzone, come parte del Starship Planet 2012, insieme a K.Will e Jeongmin dei Boyfriend, intitolata "White Love".
Il 15 luglio 2013 venne rivelato che Soyou sarebbe apparsa ad agosto nel reality Star Diving Show Splash insieme a Yuri delle Girls' Generation e a Minho degli SHINee. Il 10 settembre pubblicò insieme a Mad Clown il brano "Stupid In Love". Nel 2014 partecipò al programma televisivo Great Marriage, pubblicò il brano "Some" insieme a JungGiGo, e apparve nel video musicale di "Day 1" di K.Will. A settembre registrò il pezzo "The Space Between" insieme al duo Urban Zakapa, mentre a dicembre cantò il brano "Diamond" della colonna sonora del film d'animazione Nunui yeowang 2. A gennaio del nuovo anno collaborò con Giriboy e Kihyun per il singolo "Pillow". Dal 4 febbraio 2015 presentò con Lee Ha-nui e Kim Jung Min il programma televisivo Get It Beauty.
Nel 2018 fu insegnante di canto nel talent show Produce 48.

## Discografia
Di seguito, le opere di Soyou come solista. Per le opere con le Sistar, si veda Discografia delle Sistar.

### EP
- 2017 – Re:Born
- 2018 – Re:Fresh
- 2022 – Day & Night

### Singoli
- 2017 – Blue Nights of Jeju Island
- 2017 – The Night (feat. Geeks)
- 2018 – My Blossom
- 2018 – All Night
- 2020 – Gotta Go
- 2021 – Good Night My Love
- 2022 – Business (feat. Be'O)
- 2022 – Some 2 (feat. Jung Yong-hwa)

### Colonne sonore
- 2010 – It's Okay (Gloria – con Woo)
- 2010 – Should I Confess (Jangnanseureon kiss)
- 2014 – Once More (Gi hwang-hu)
- 2014 – Diamond (Nunui yeowang 2)
- 2016 – Tell Me (Unppal romance)
- 2017 – I Miss You (Sseulsseulhago challanhasin - Dokkaebi)

### Collaborazioni
- 2012 – Officially Missing You, Too (con Geeks)
- 2012 – White Love (con K.Will e Jeongmin)
- 2013 – Goodbye (con Hong Dae Kwang)
- 2013 – Stupid In Love (con Mad Clown)
- 2014 – Some (con JungGiGo)
- 2014 – The Space Between (con Urban Zakapa)
- 2015 – Pillow (con Giriboy e Kihyun)

## Videografia
Oltre che nei videoclip delle Sistar, in quello di "The Space Between" e di "Diamond", Soyou è apparsa anche nei seguenti video:
- 2012 – Win The Day, videoclip del singolo di Team SIII (2PM, 4Minute, MBLAQ, miss A, Dal Shabet, Sistar, ZE:A, Nine Muses e B1A4)
- 2014 – Day 1, videoclip di K.Will[27]

## Riconoscimenti
Di seguito, i premi ricevuti solo da Soyou. Per i premi ricevuti insieme alle Sistar, si veda Premi e riconoscimenti delle Sistar.
- 2013 – Gaon Chart K-Pop Awards
  - Artist of the Year - settembre con Mad Clown (Stupid In Love)
- 2014 – Seoul International Drama Awards
  - Nomination Outstanding Korean Drama OST (Once More)
- 2014 – Seoul International Youth Film Festival
  - Nomination Best Female OST (Once More)[33]
- 2014 – Style Icon Awards
  - Top 10 Style Icons
- 2014 – Gaon Chart K-Pop Awards
  - Artist of the Year - febbraio con JungGiGo (Some)
- 2014 – MelOn Music Awards
  - Hot Trend Award (Some)
  - Nomination Best R&B/Soul Award (Some)
  - Nomination Song of the Year (Some)
- 2014 – Mnet Asian Music Awards
  - Best Collaboration con JungGiGo (Some)
  - Nomination UnionPay Song of the Year con JungGiGo (Some)
- 2015 – Golden Disk Awards
  - Digital Bonsang con JungGiGo (Some)
  - Trend of the Year con JungGiGo (Some)
- 2015 – Seoul Music Award
  - Record of the Year in Digital Release con JungGiGo (Some)